# 萌男友是柑橘色
《萌男友是柑橘色》是日本漫畫家玉島Non創作的日本漫畫，於2016年5月24日起在《Dessert》連載。2022年2月，宣佈推出改編真人版電影，由岩本照（Snow Man）主演。

## 出版書籍
| 卷數 | 講談社         | 講談社                 | 東立出版社    | 東立出版社             |
| 卷數 | 發售日期       | ISBN                   | 發售日期      | ISBN                   |
| ---- | -------------- | ---------------------- | ------------- | ---------------------- |
| 1    | 2016年10月13日 | ISBN 978-4-06-365883-5 | 2018年4月2日  | ISBN 978-986-48-6934-3 |
| 2    | 2017年3月13日  | ISBN 978-4-06-365902-3 | 2018年9月14日 | ISBN 978-986-48-6935-0 |
| 3    | 2017年8月10日  | ISBN 978-4-06-365918-4 |               |                        |
| 4    | 2017年12月13日 | ISBN 978-4-06-510589-4 |               |                        |
| 5    | 2018年5月11日  | ISBN 978-4-06-511463-6 |               |                        |
| 6    | 2018年9月13日  | ISBN 978-4-06-512873-2 |               |                        |
| 7    | 2019年2月13日  | ISBN 978-4-06-514573-9 |               |                        |
| 8    | 2019年7月12日  | ISBN 978-4-06-516315-3 |               |                        |
| 9    | 2020年1月10日  | ISBN 978-4-06-518168-3 |               |                        |
| 10   | 2020年8月12日  | ISBN 978-4-06-520469-6 |               |                        |
| 11   | 2021年8月12日  | ISBN 978-4-06-524460-9 |               |                        |
| 12   | 2022年4月13日  | ISBN 978-4-06-526844-5 |               |                        |
| 13   | 2022年7月13日  | ISBN 978-4-06-528524-4 |               |                        |
| 14   | 2024年10月11日 | ISBN 978-4-06-537204-3 |               |                        |
| 15   | 2025年8月12日  | ISBN 978-4-06-540442-3 |               |                        |

## 真人電影
《萌男友是柑橘色》是2022年日本愛情片，由村上正典執導，山岡潤平編劇，岩本照（Snow Man）主演。這次是岩本照首次單獨擔任電影主演。

### 演員列表
- 蛯原恭介：岩本照（Snow Man）
- 佐佐木萌衣：生見愛瑠
- 姫野恒星：鈴木仁
- 風間慎一郎：上杉柊平
- 兒嶋元氣：浮所飛貴（美 少年 / 小傑尼斯）
- 新堂一馬：古川雄大
- 三鷹柊人：藤原大祐
- 桐谷紗弓：永瀨莉子
- 其他

高月彩良、晴瑠、笛木優子

### 製作人員
- 原作：玉島Non《萌男友是柑橘色》
- 導演：村上正典
- 劇本：山岡潤平
- 配樂：林Egnell小百合
- 監製：吉田繁暁
- 製作人：、福島大輔
- 攝影：向後光德
- 照明：北岡孝文
- 音效：長村翔太
- 剪輯：西潟弘記
- 美術：須江大輔
- 裝飾：吉際健
- 場記：小原菁子
- 服裝：加藤優香利
- 髮型：小林由真
- 音響效果：井上奈津子
- 副導演：菊川誠
- 制作公司：松竹攝影所
- 制作協力：松竹映像中心
- 製作：「萌男友是柑橘色」製作委員會
- 企画・發行：松竹

### 主題曲
《Orange kiss》
演唱 - Snow Man（MENT RECORDING）

## 外部連結
- 漫畫官方網站（日語）
- 真人電影官方網站（日語）
  - 真人電影的X（前Twitter）（日語）
  - 真人電影的Instagram帳戶（日語）
  - 真人電影的TikTok（日語）
- 萌男友是柑橘色在互联网电影资料库（IMDb）上的資料（英文）